# Epimedium chlorandrum
Epimedium chlorandrum är en berberisväxtart som beskrevs av William Thomas Stearn. Epimedium chlorandrum ingår i släktet sockblommor, och familjen berberisväxter. Inga underarter finns listade i Catalogue of Life.